# Architecture « canard »
 (décembre 2021).
L'architecture « canard », ou architecture-objet ou encore architecture-gadget (en anglais : Novelty Architecture, novelty voulant dire à la fois gadget, nouveauté et curiosité) est un type d'architecture dans laquelle les bâtiments et la structure ont une forme originale, curieuse, souvent à but publicitaire, se faisant remarquer comme une espèce d'attraction visuelle dans le paysage, mais parfois simple expression de l'excentricité de son propriétaire ou de l'architecte.
Beaucoup de bâtiments pouvant être qualifiés d'architecture « canard » prennent la forme du produit vendu à l'intérieur pour attirer les clients automobilistes. D'autres sont des attractions en elles-mêmes, comme des animaux, des fruits ou des légumes géants, ou encore des répliques de bâtiments célèbres. D'autres encore ont seulement des formes bizarres ou sont faits de matériaux de construction inhabituels.

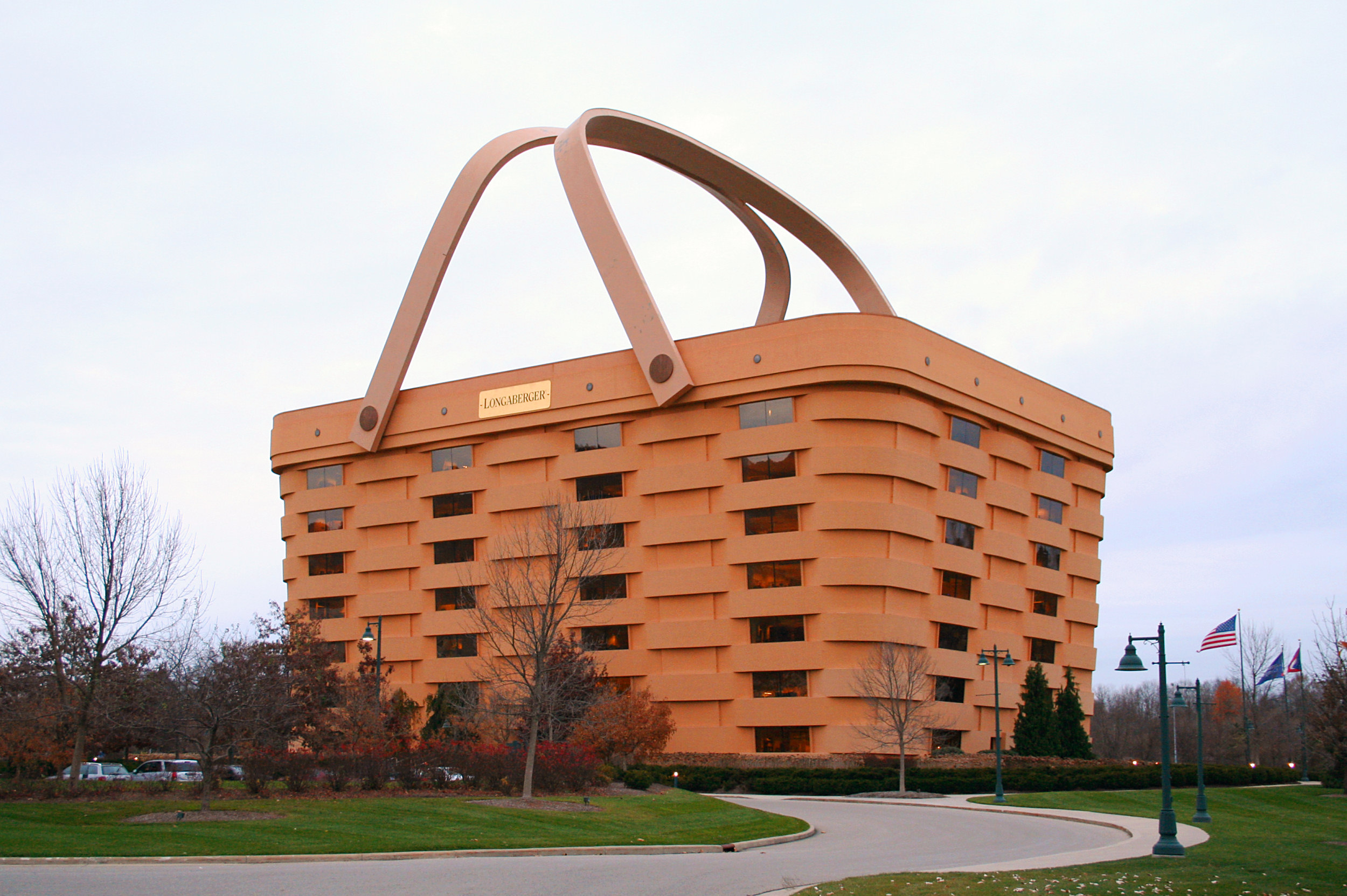
Siège social de ' à Newark dans l'Ohio

## Définition

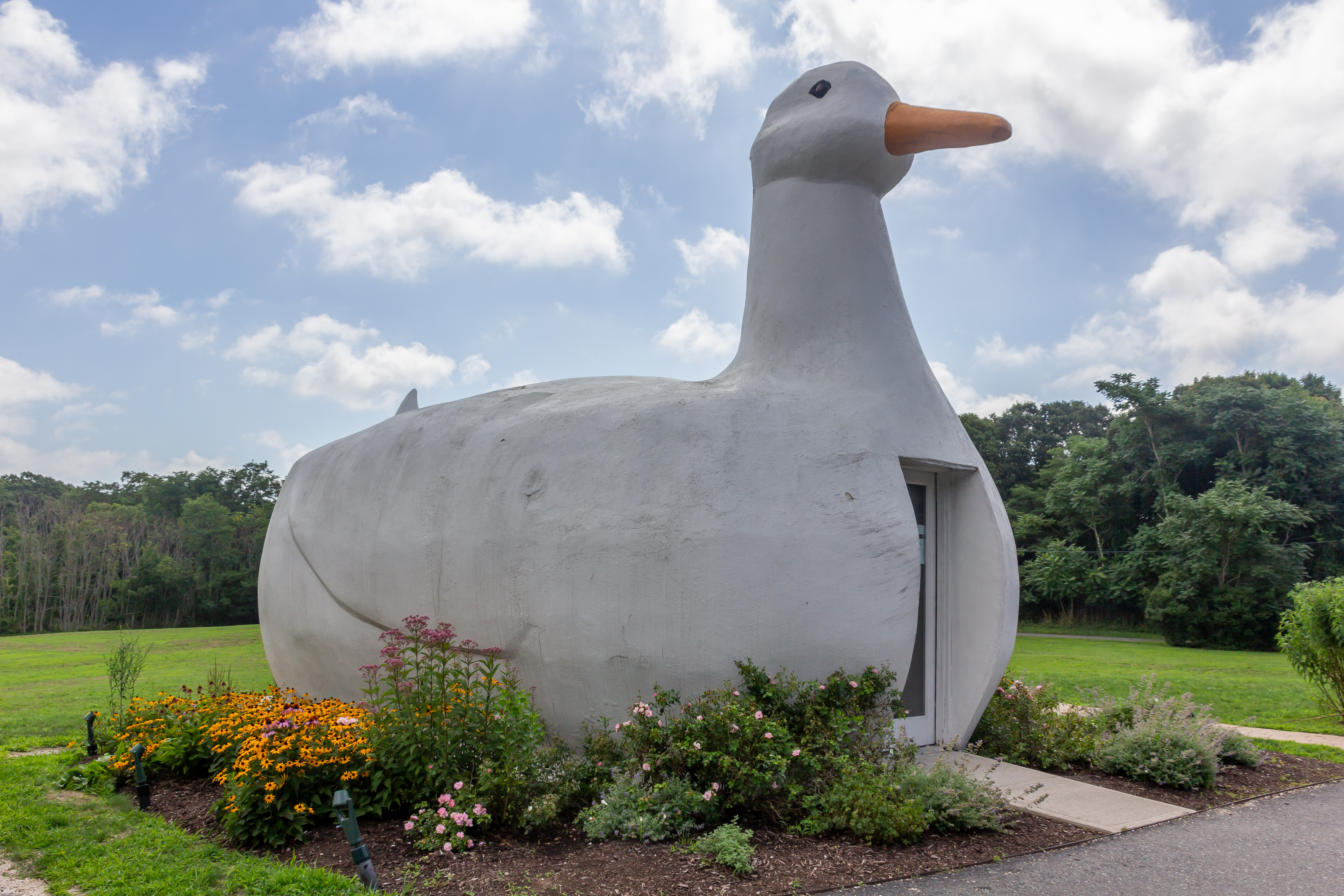
Big Duck à l'origine du nom architecture canard.

Le qualificatif « canard » pour désigner ce genre d'objet architectural a été trouvé par Robert Venturi dans son livre L'Enseignement de Las Vegas (1972) en référence à la boutique Big Duck, construite dans les années 1930 à Long Island, en forme de canard géant puisqu'on y vendait des canards.  Dans son livre, il y opposait ce type d'architecture, donc architecture « canard », aux hangars décorés tout autant frappants et ayant le même effet publicitaire, mais qui, volumétriquement, restent de simples boîtes.
Quelques hôtels-casinos du Strip de Las Vegas peuvent être considérés comme faisant partie de l'architecture « canard », comme l'hôtel Luxor en forme de pyramide et l'hôtel-casino New York-New York dont la forme générale évoque la skyline de New York.
Ce type d'architecture se retrouve très souvent dans les parcs d'attractions comme Disneyland pour coller à leurs thèmes ludiques parfois rétros.

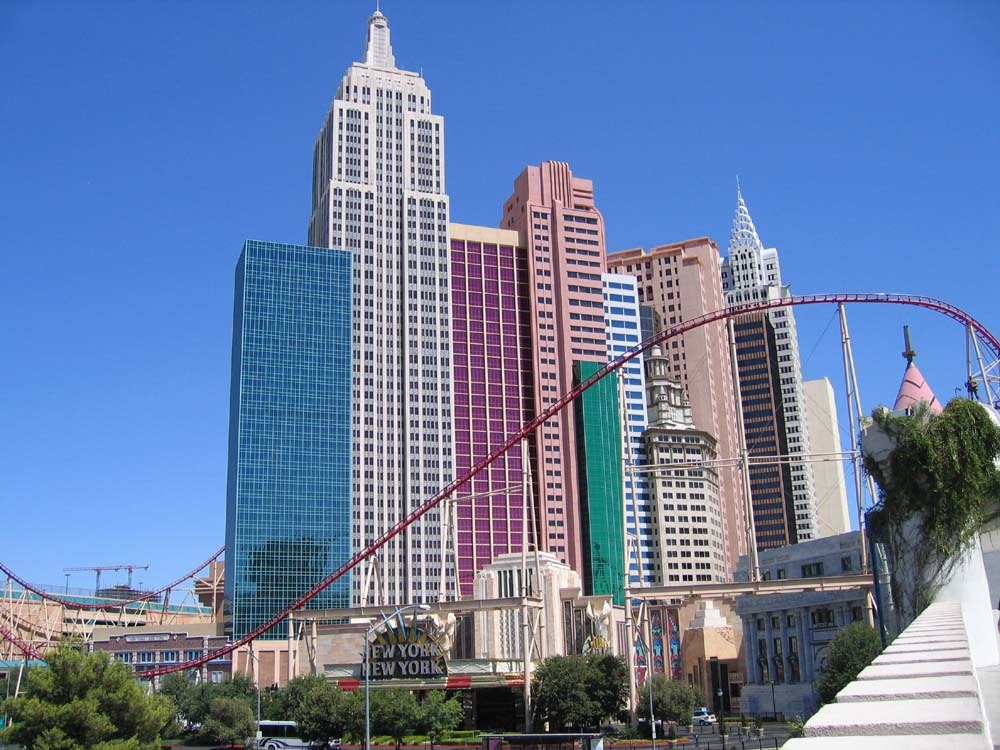
New York-New York Hotel & Casino à Las Vegas

Parfois ce type de production architecturale est tout simplement appelé architecture kitsch, mais il s'agit là déjà d'un jugement (ou d'une interrogation). En effet, la plupart du temps ces productions architecturales n'ont pas de prétention esthétique, ce ne sont par exemple que des petits stands commerciaux le long de grands axes, et d'aucuns leurs reprochent de flirter avec le mauvais goût. De plus elles sont littérales, ne recherchent aucune transcendance : elles reproduisent des images d'Épinal et non une essence, notamment les hôtels-casinos de Las Vegas reproduisant des villes de carte postale comme New York, Paris ou Venise. Elles rompent avec le vocabulaire spécifique à l'architecture au profit de celui de la publicité ou de l'industrie du divertissement. Parfois leur statut devient ambigu, entre celui de l'architecture et celui de la sculpture creuse (c'est-à-dire dans laquelle on peut pénétrer), comme le géant Gargantua de l'ancien parc d'attractions Mirapolis.

## Architecture programmatique

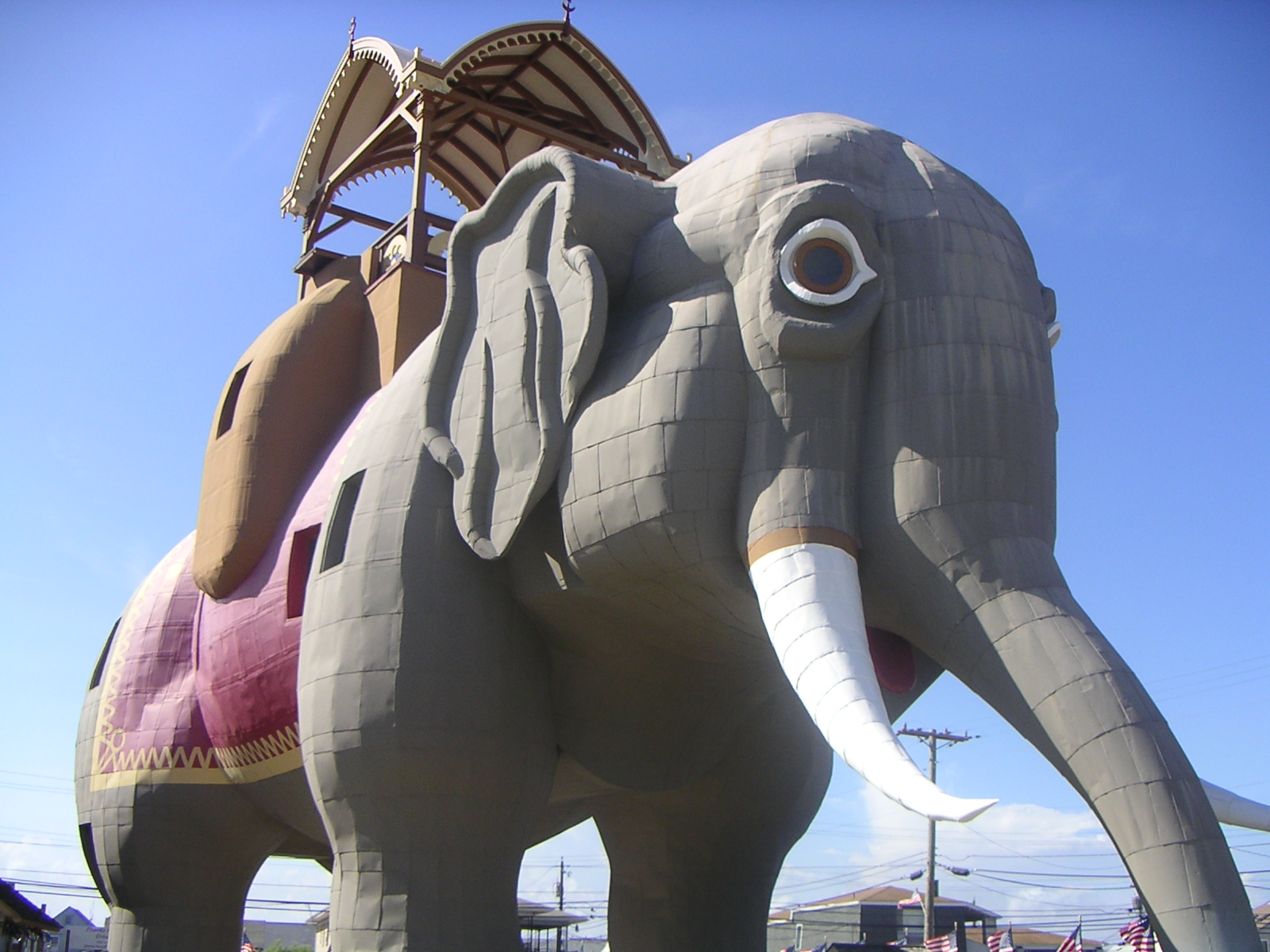
Lucy l'éléphante, juillet 2004

L'architecture programmatique mimétique est caractérisée par des constructions en forme d'objets qu'on n'associe généralement pas à un bâtiment, comme des personnages, des animaux ou des objets domestiques. Ce peut aussi être un élément de caricature ou de dessin animé associé à de l'architecture.
- Lucy l'éléphante, une folie architecturale à Margate City dans le New Jersey, rappelant l'éléphant de la Bastille.
- Le siège social de Longaberger à Newark dans l'Ohio qui a la forme d'un panier géant.
- La statue de la Liberté, célèbre phare du port de New York aux formes anthropoïdes.

Dans les années 1930, alors que les voyages en automobile devenaient populaires aux États-Unis, une façon d'attirer les automobilistes dans un restoroute, un snack-bar ou une attraction sur le bord de la route était un bâtiment ayant une forme surprenante, surtout la forme d'une chose qui se vendait à l'intérieur. L'architecture mimétique devint une mode, et de nombreux coffee shops furent construits en forme de carafe de café géante ; des stands de hot-dog en forme de hot-dog ; des points de vente de fruits en forme d'orange ou d'un autre fruit.
- Tail o' the Pup, une échoppe de hot-dog à Los Angeles.
- Brown Derby, un restaurant en forme de chapeau melon (derby en anglais américain), toujours à Los Angeles.
- Bondurant's Pharmacy, une pharmacie en dur à Lexington dans le Kentucky.

### Les châteaux d'eau
Les châteaux d'eau, généralement les constructions emblématiques dans les petites villes, ont souvent vu leur forme prendre l'allure d'objets quotidiens.
- À Castelnaudary (Aude) en France, capitale du cassoulet, un château d’eau reproduit la forme d’une cassole.
- Le Peachoid (pêchoïde), un château d'eau en forme de pêche à Gaffney en Caroline du Sud. Il existe d'autres châteaux d'eau pêchoïdes à Perry en Géorgie et à Clanton dans l'Alabama.
- Le château d'eau-théière à Lindstrom dans le Minnesota.
- Le château d'eau-épi de maïs à Rochester dans le Minnesota. (voir ci-dessous)
- Le château d'eau-bouteille de Ketchup à Collinsville dans l'Illinois. (voir ci-dessous)
- Le château d'eau-flotteur de canne à pêche du géant Paul Bunyan à Pequot Lakes dans le Minnesota. (voir ci-dessous)
- Les châteaux d'eau pot à café et tasse à café de Stanton dans l'Iowa.
- Le château d'eau en forme de fraise à Poteet au Texas.
- Le château d'eau-théière à Kingsburg en Californie.

### Réservoir de stockage
Plusieurs brasseries et autres types de fabrique ont décoré des réservoirs pour faire croire à des canettes de bière géantes ou des boîtes de conserve.
- Le « plus grand pack de six », réservoirs d'une brasserie à La Crosse dans le Wisconsin.
- La « plus grande boîte de conserve de chili Hormel » à Beloit dans le Wisconsin.

## Sculptures géantes

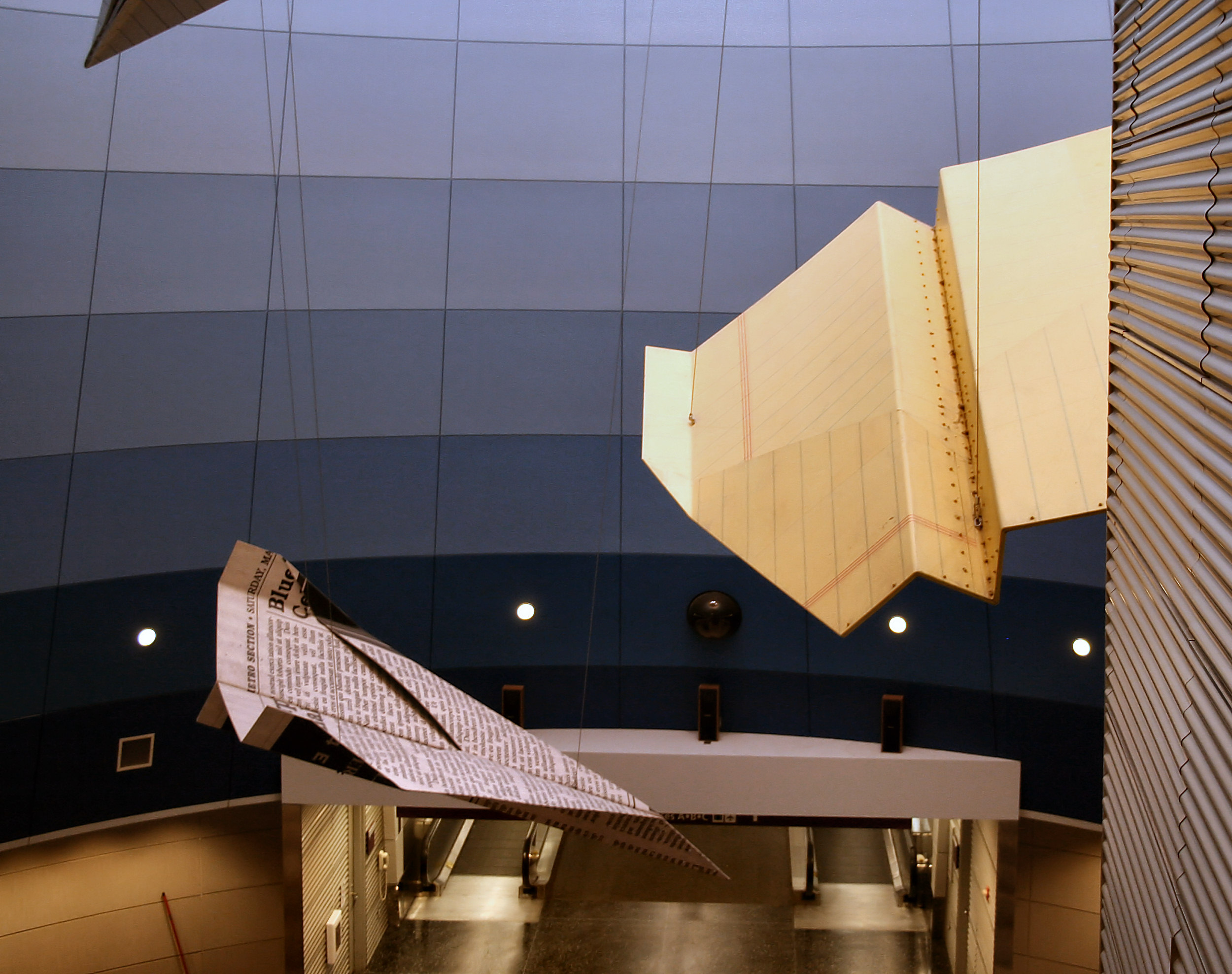
L'aéroport de Cleveland est connu pour ses sculptures fantaisistes d'avions « en papier » géants.

Un autre aspect de l'architecture canard sont les sculptures reproduisant des objets banals mais à une échelle géante.
- Divers parcs d'attraction de long des autoroutes aux États-Unis sont caractérisés par des sculptures géantes du bûcheron Paul Bunyan et de dinosaures.
- Le musée de Louisville Slugger, un bâtiment de Louisville dans le Kentucky ayant la forme d'une batte de baseball géante.
- L'aéroport de Cleveland dont le hall d'un des terminaux est décoré d'avions « en papier » géants.
- Bottes de cowboy du centre commercial North Star à San Antonio au Texas.
- Sculptures en forme de noix : deux villes américaines au moins, Brunswick dans le Missouri et Seguin au Texas, se proclament détentrices du record de la plus grande noix de pécan du monde. Celle de Brunswick[2] est plus grande et plus solide, mais celle de Seguin est indiscutablement mieux faite et plus réaliste.
- Barre chocolatée géante (et tournante), avec les inscriptions Curtiss Baby Ruth sur une face et Curtiss Butterfinger sur l'autre (deux noms de barres chocolatées produites par Curtiss), dans l'enceinte de l'ancienne usine Curtiss Candy Company à Franklin Park dans l'Illinois, acquise depuis et réaménagée par Nestlé.
- Le Gros cinq sous est une réplique surdimensionnée d'une pièce de 5 ¢ canadienne à Sudbury en Ontario.
- Attirail de baseball géant et autres curiosités comme des battes et des gants, des logos d'équipe, les grosses pommes, et même des bouteilles de lait Land O'Lakes surdimensionnées, dans divers parcs dont le Yankee Stadium, le Comerica Park, l'AT&T Park, l'Anaheim Stadium, le Kauffman Stadium, le Shea Stadium et le Metrodome.

## ArchitectureGoogieoupopuluxe
Architecture populaire dans les années 1950 et 1960 dans le sud de la Californie et en Floride caractérisée par les arêtes aiguës, des toits inclinés, un design futuriste et des formes extravagantes. Elle se fit appeler architecture Googie ou populuxe.

## Autres

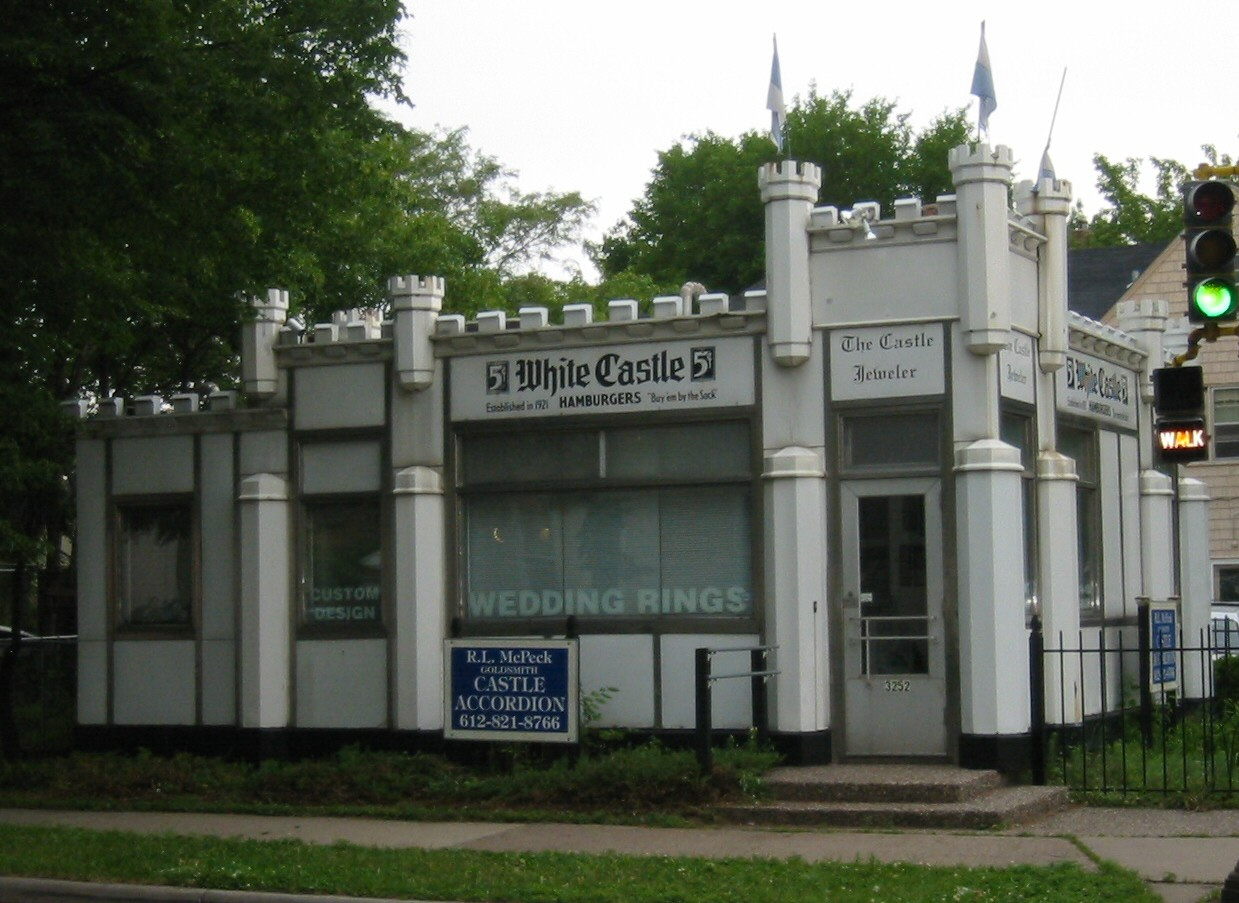
Ancien restaurant White Castle à Minneapolis, construit en 1936

Les bâtiments de sociétés bien installées et dont les caractéristiques sont connues de tous peuvent encore être qualifiées d'architecture canard. Deux exemples en seraient la grande double-arche dorée de McDonald's qui, comme beaucoup de créations de ce type, a son origine en Californie, et le design auto-référent des fast-foods White Castle reprenant l'idée du château-fort.

## L'architecture «canard» chez les architectes
Certains critiques affirment que la plupart des productions de l'architecture contemporaine se réclamant du déconstructivisme sont en fait des architectures « canard ». Ces détracteurs y incluent des architectes de renom comme Frank Gehry, Daniel Libeskind ou Zaha Hadid.
D'autres architectes ou Designers comme Philippe Starck, ont sciemment joué avec l'ambiguïté de l'architecture-objet. Le siège social de la brasserie Asahi à Asakusa avec une flamme (symbolisant en fait une goutte, mais mise à l'horizontale plutôt que verticalement) ou l'usine Laguiole en forme de couteau géant s'apparentent à l'architecture « canard »: le bâtiment prend la forme des produits qu'il abrite. Mais ce sont aussi des objets architecturaux singuliers qui, dans un paysage ou un tissu urbain, ne dialoguent avec leur environnement que sur un mode incongru.

## Galerie de photos

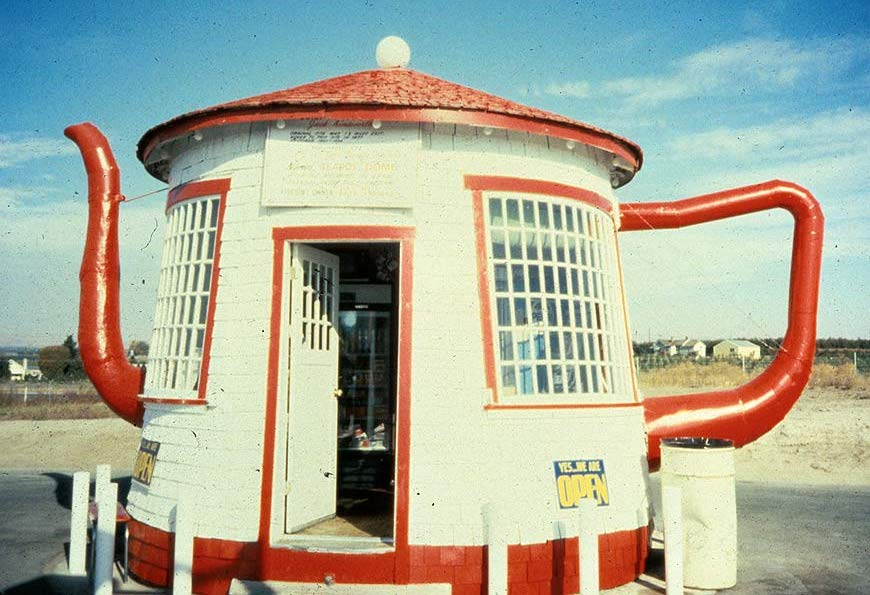
Teapot Dome: Station service en forme de théière à Zillah dans l'État du Washington, construite en 1922
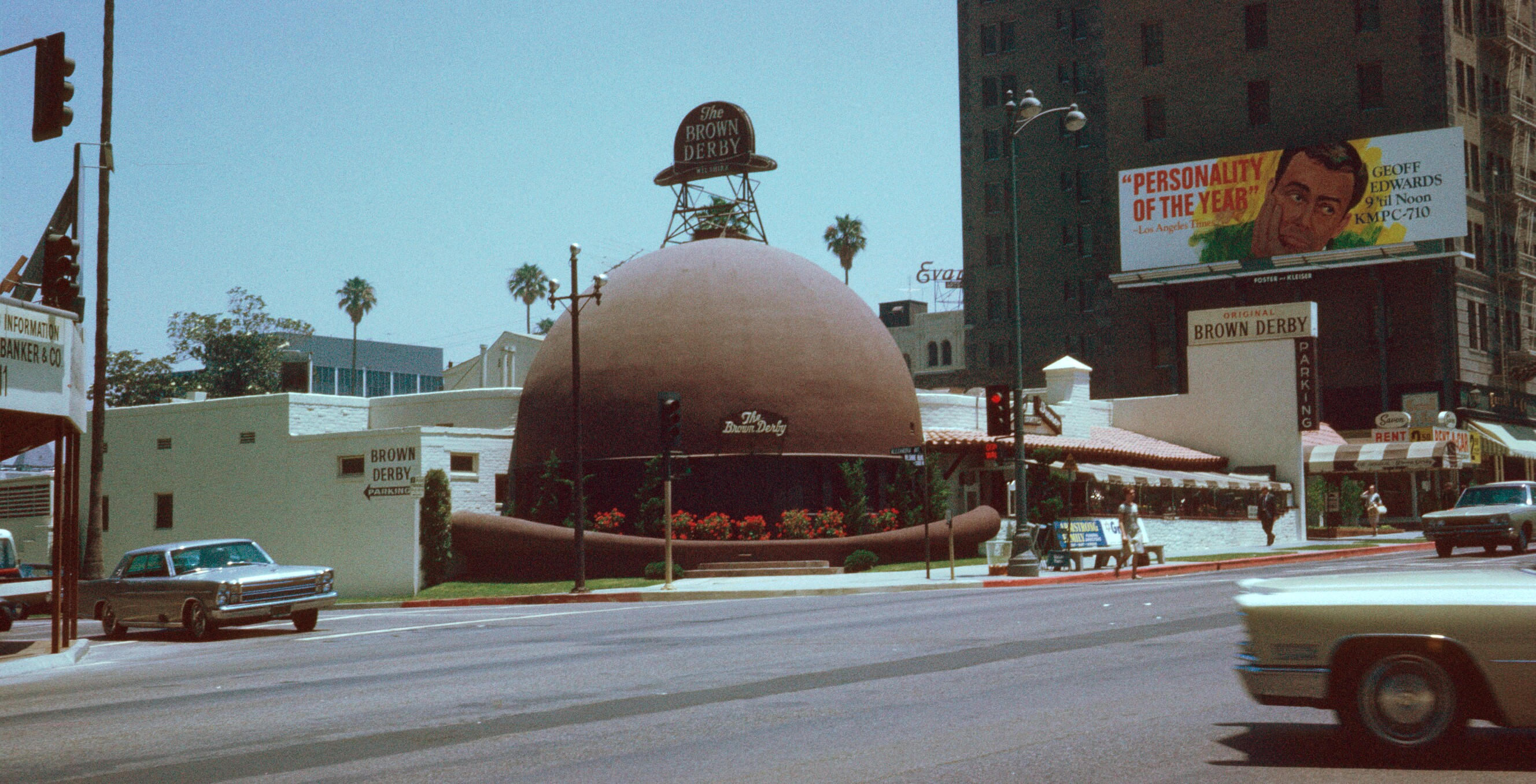
Le Brown Derby d'origine à Los Angeles en Californie, construit en 1926
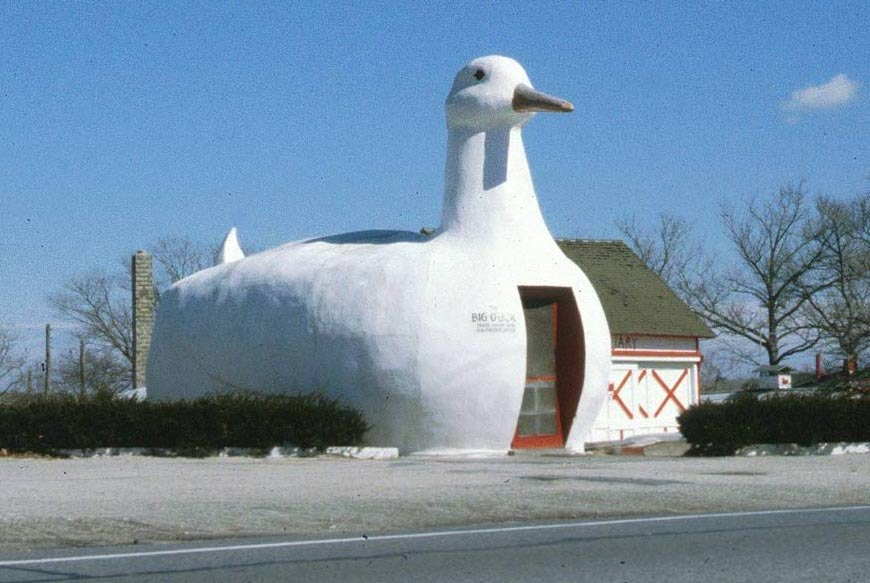
Le Big Duck à Flanders dans l'État de New York, construit en 1931
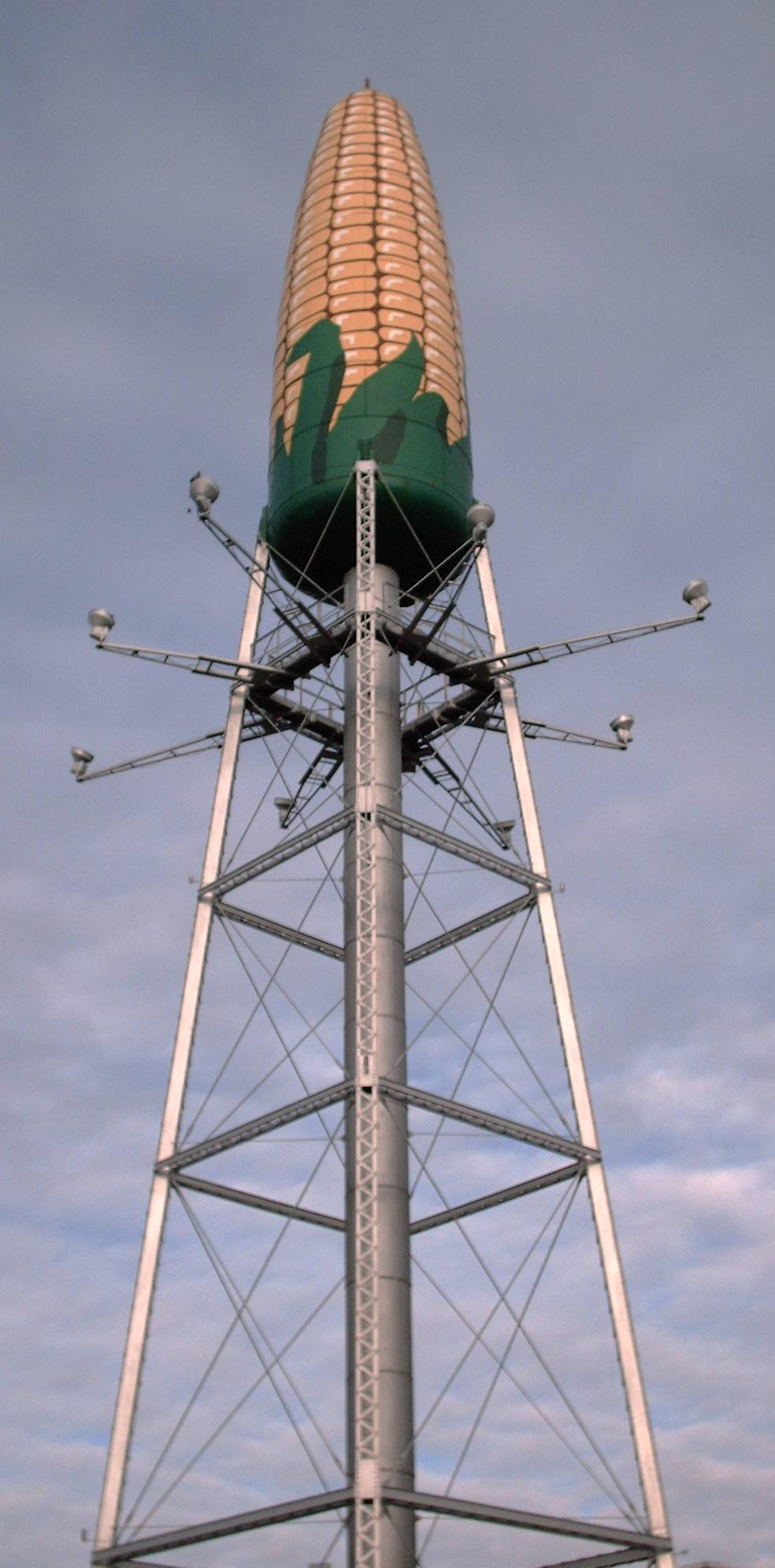
Château d'eau-épi de maïs à Rochester dans le Minnesota, construit en 1931
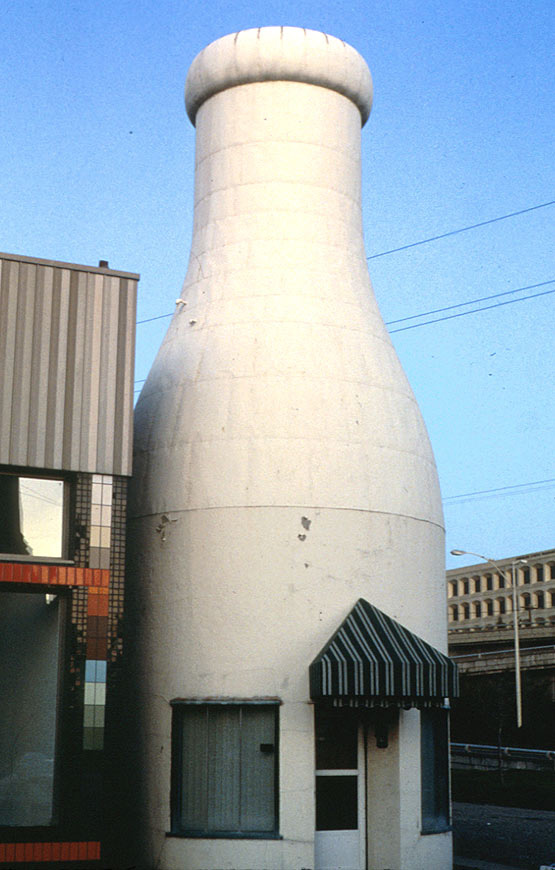
Bouteille de lait Benewah à Spokane dans l'État du Washington, construit en 1935
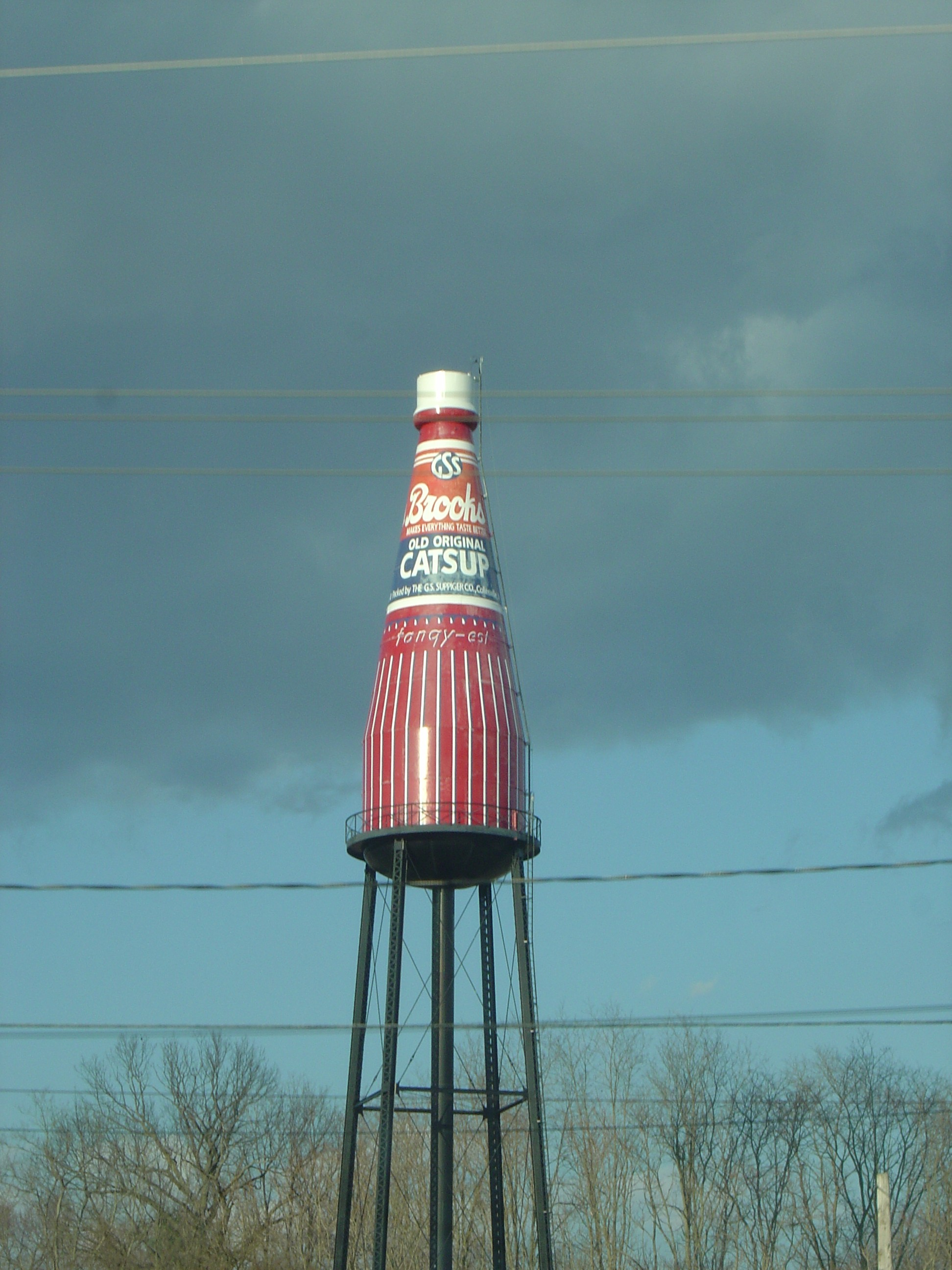
Le plus grand château d'eau en forme de bouteille de Ketchup du monde à Collinsville dans l'Illinois, construit en 1949
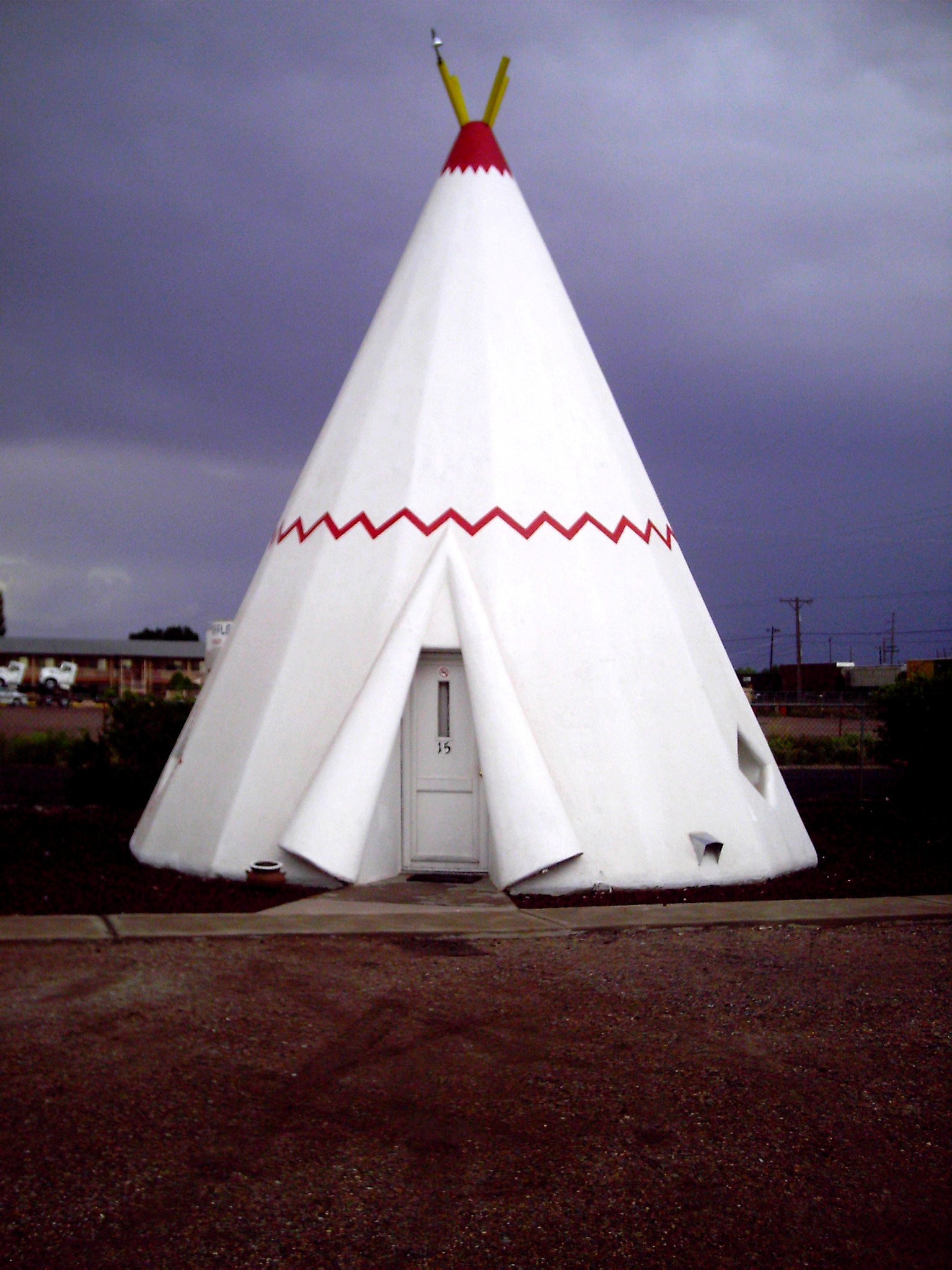
Wigwam Motel à Holbrook dans l'Arizona, construit en 1950
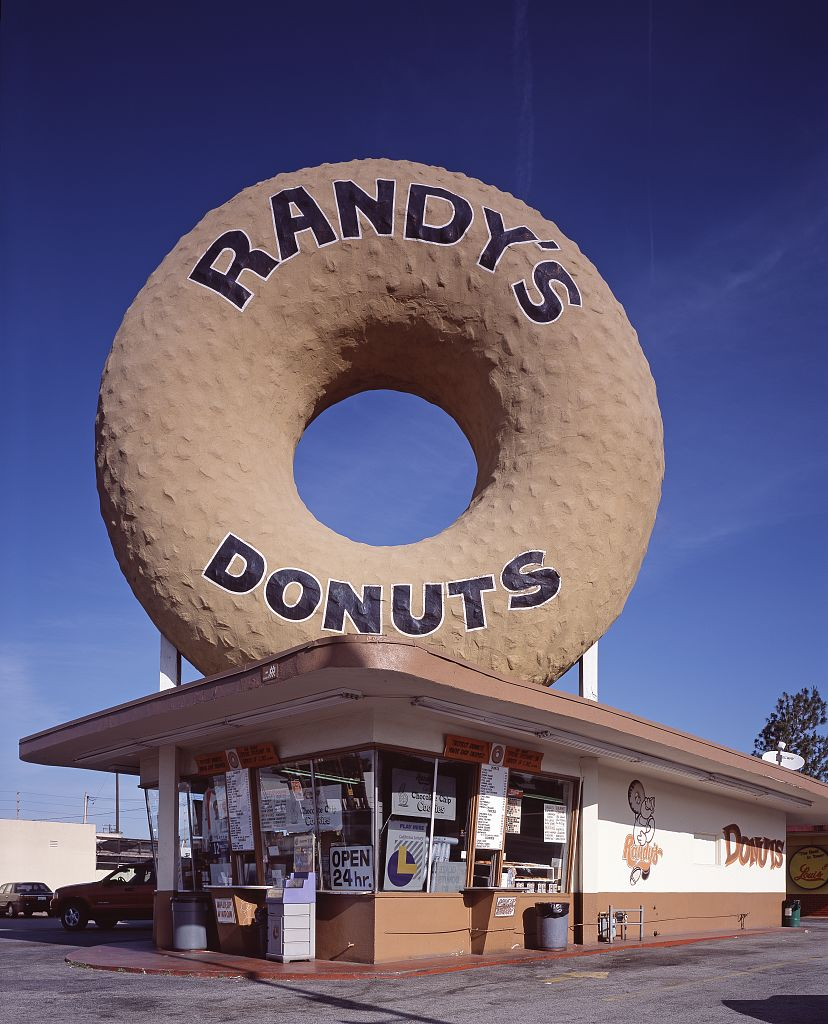
Échoppe Randy's Donuts à Los Angeles en Californie, construite en 1952
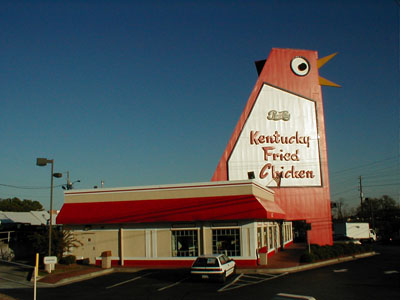
Le gros poulet à Marietta Géorgie, construit en 1963
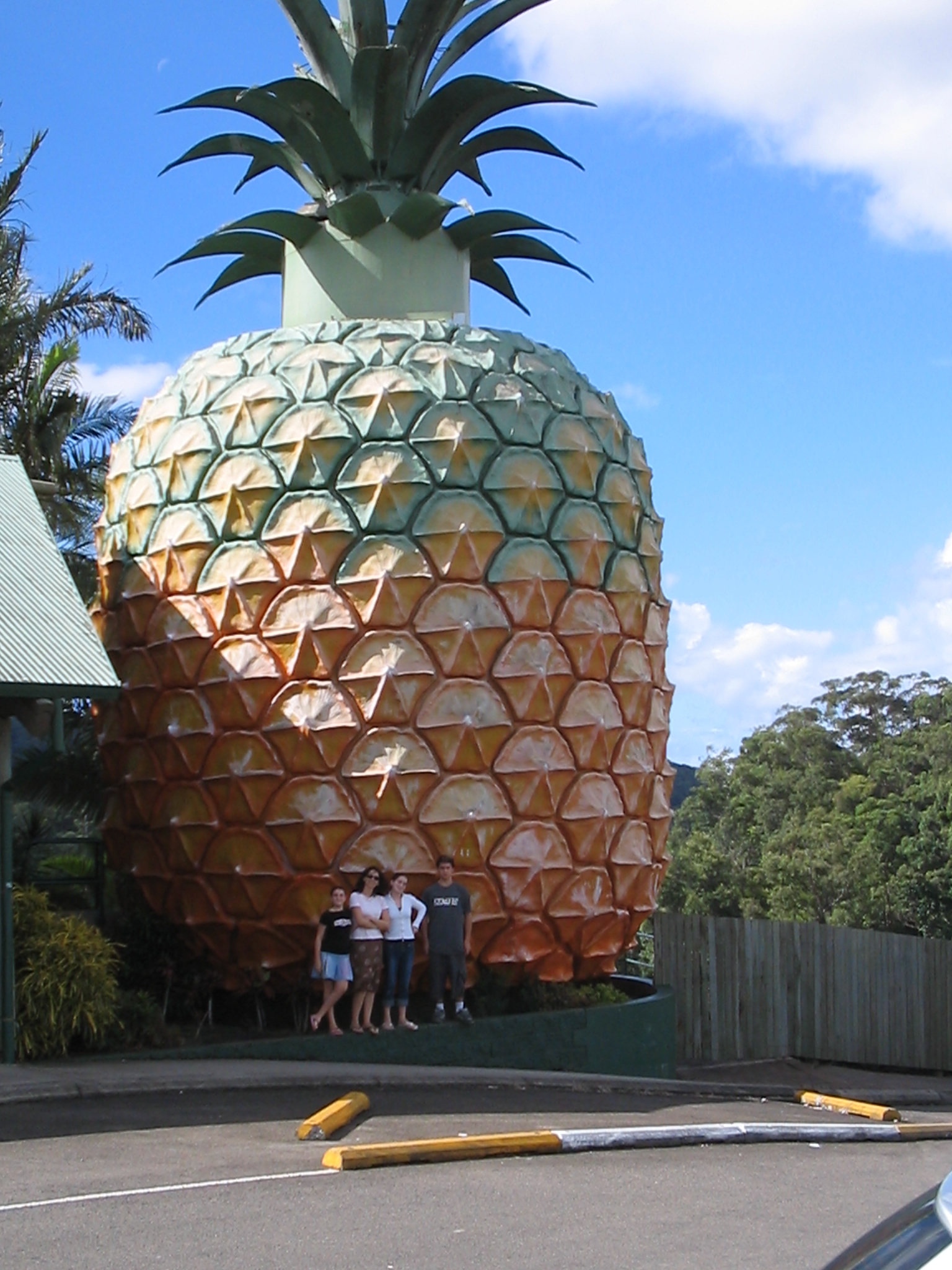
Le gros ananas à Nambour en Australie, ouvert en 1971
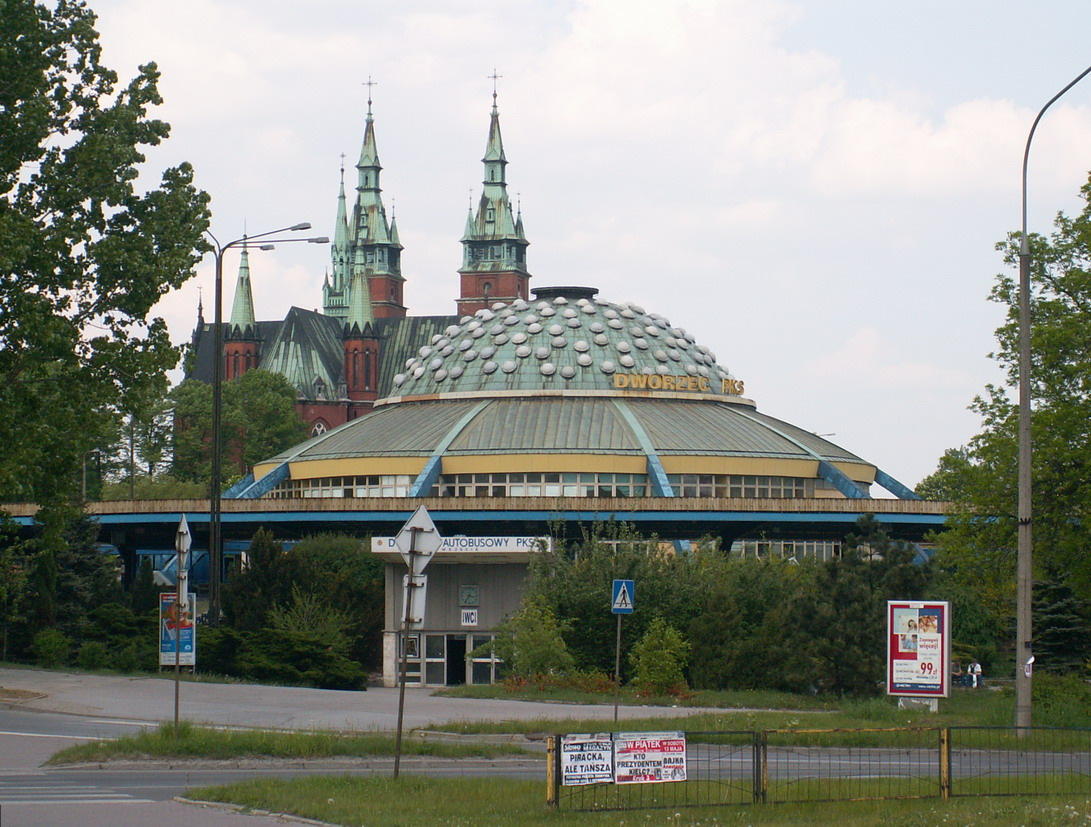
Gare routière "Ovni" à Kielce en Pologne, date inconnue
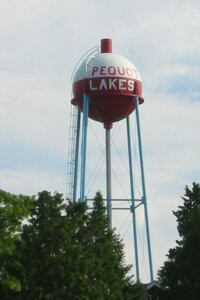
Château d'eau en forme de flotteur de canne à pêche à Pequot Lakes dans le Minnesota, date inconnue
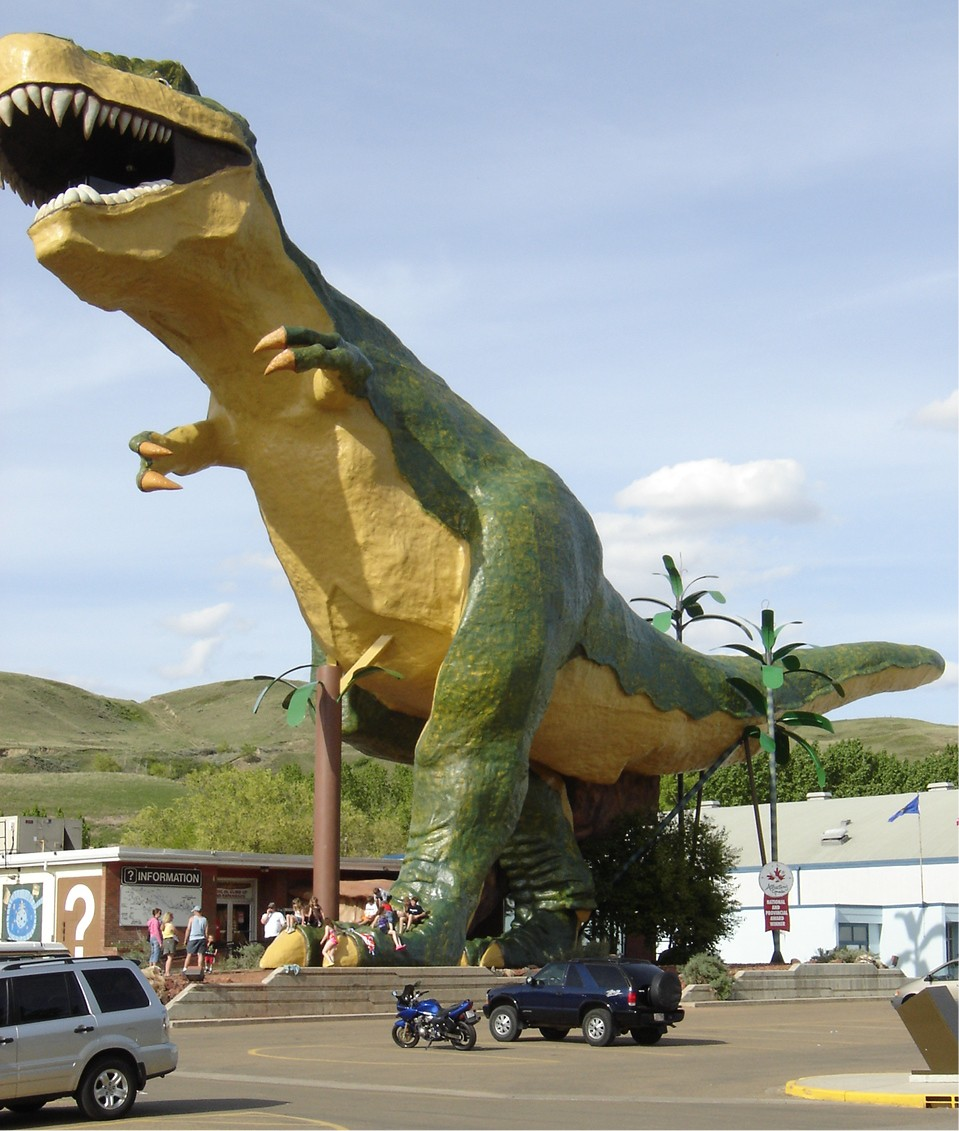
Le plus grand dinosaure du monde à Drumheller au Canada, érigé en 2000
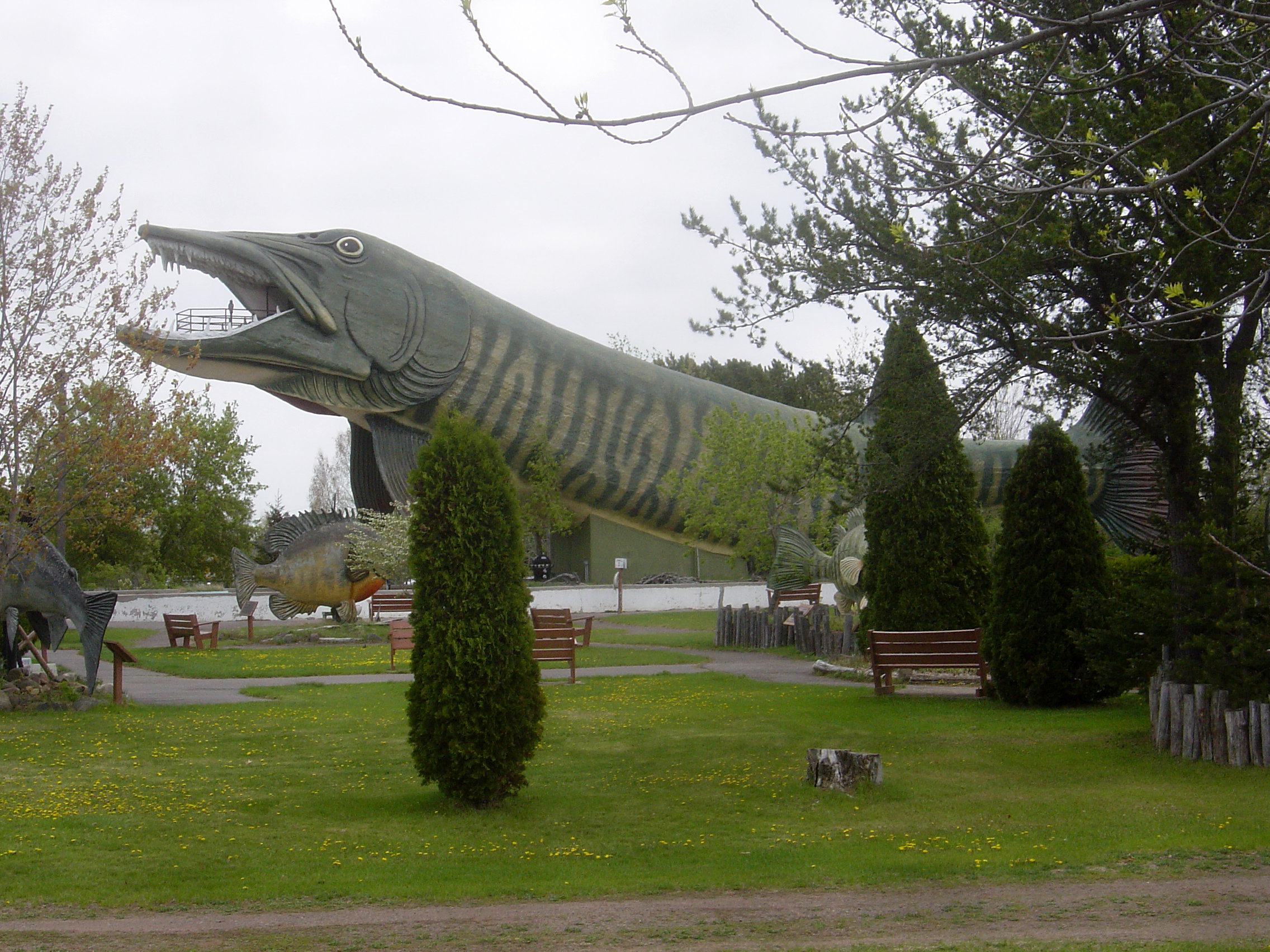
Le plus grand maskinongé du monde à Hayward dans l'allée nationale des trophées de pêche en eau douce
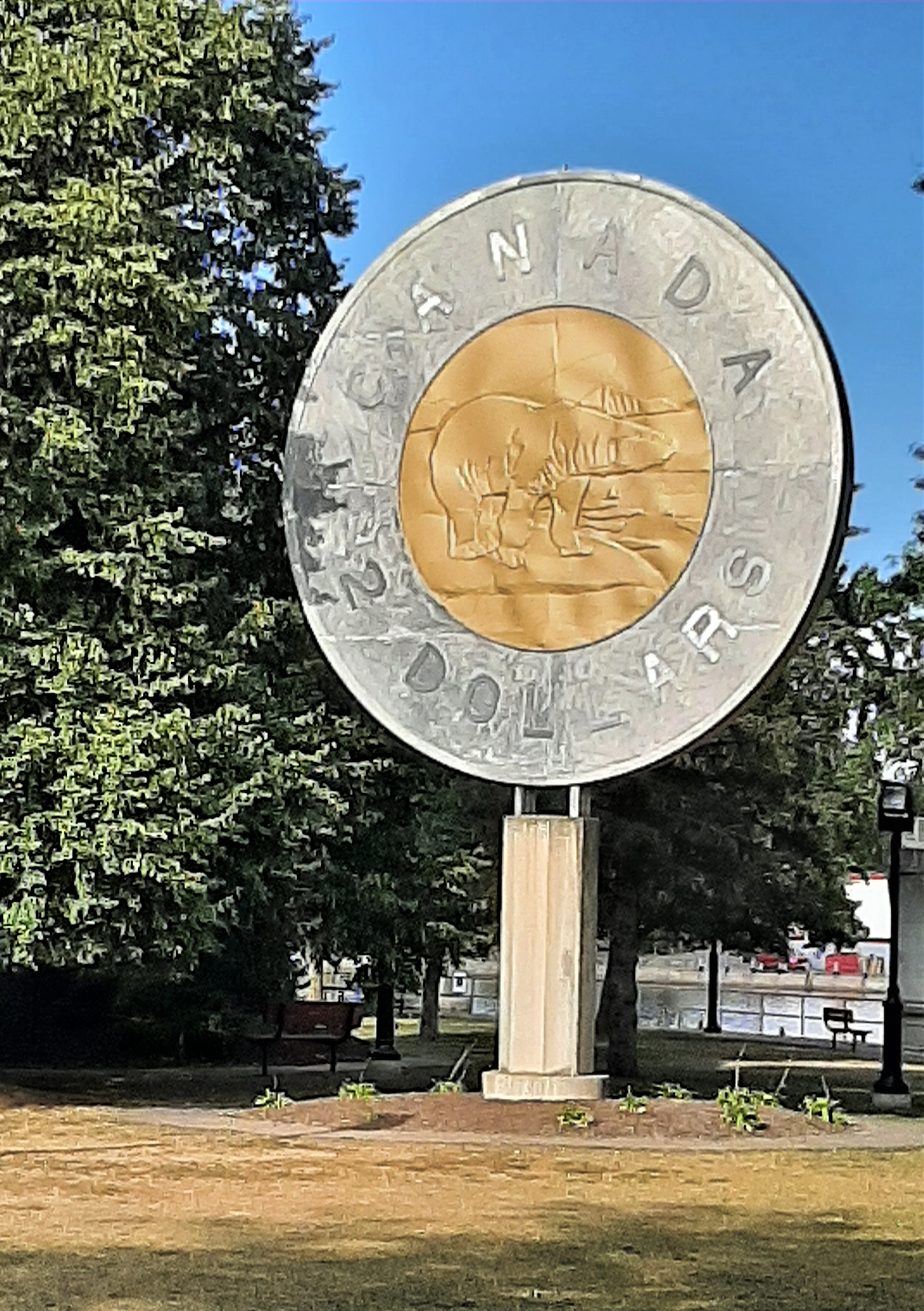
Pièce de 2 dollars canadiens, Campbellford, Ontario